# Omne ignotum pro magnifico
La locuzione latina Omne ignotum pro magnifico, tradotta letteralmente, significa tutto ciò che è sconosciuto è sublime (Tacito, Vita di Agricola, 30).
Questa locuzione può intendersi sia in senso buono, cioè che l'ignoto esercita sempre un grande fascino sui coraggiosi, sia in senso satirico, quando si applaudono discorsi o rappresentazioni delle quali non s'è capito nulla giudicandole, appunto per questo, sublimi.